# Herman van Cappelle (inspecteur)
Herman van Cappelle (Amsterdam, 24 september 1825 – Haarlem, 8 februari 1890) was een Nederlands arts, referendaris en geneeskundig inspecteur.
Hij werd geboren als zoon van J.P. van Cappelle (1783-1829), toenmalig hoogleraar in de Nederlandse taal en letterkunde en de Vaderlandse Geschiedenis aan het Athenaeum Illustre te Amsterdam.
Nadat Herman van Cappelle in Leiden tot doctor medicinae was gepromoveerd keerde hij terug naar zijn geboortestad waar hij zich vestigde als geneeskundige. Bovendien werd hij lid van de Provinciale Commissie van Geneeskundig toezicht van Noord-Holland. Bij het grote publiek raakte hij bekend door zijn bijdragen aan de door de Maatschappij tot Nut van 't Algemeen uitgegeven Volksalmanak en de boeken die hij schreef over hygiëne en gezondheidszorg (zie bibliografie).
Op 4 november 1865 werd hij op voordracht van minister van Binnenlandse Zaken Thorbecke benoemd tot referendaris bij de afdeling Medische Politie. Als hoofd van deze afdeling van het ministerie van Binnenlandse Zaken was hij onder andere betrokken bij de voorbereiding van wetsontwerpen op geneeskundig en veterinair gebied. In 1875 werd hij benoemd tot parttime Inspecteur voor het Staatstoezicht op Krankzinnigen. In 1884 volgde W.P. Ruysch hem op als hoofd van de afdeling Medische Politie, waarna Van Cappelle zich in Baarn vestigde als Inspecteur voor het Staatstoezicht op Krankzinnigen.
Herman van Cappelle overleed in 1890 op 64-jarige leeftijd na lange tijd geleden te hebben aan een chronische hersenaandoening.

## Trivia
- Zijn zoon, Herman van Cappelle jr., was in 1900 als geoloog leider van een wetenschappelijke expeditie in Suriname naar de Boven-Nickerie en later betrokken bij de oprichting en de eerste directeur van het onderwijsmuseum dat nu bekendstaat als het Museon.